# Fregosino Fregoso

Stemma dei Fregoso

Fregosino Fregoso (Genova, 1460 – Bologna, 10 gennaio 1512) è stato un condottiero italiano e conte di Novi.

## Biografia
Era figlio naturale primogenito di Paolo Fregoso, al tempo arcivescovo e poi doge di Genova, legittimato da provvedimento imperiale.
Nel 1464 seguì il padre esiliato ed il fratello Alessandro alla corte dei Gonzaga di Mantova, dove ricevette la prima educazione umanistica. Rientrato a Genova nel 1477 divenne segretario del padre Paolo.
Nel 1487 sposò Chiara Sforza (1467-1531), figlia naturale del duca di Milano Galeazzo Maria Sforza e di Lucrezia Landriani e vedova di Pietro II Dal Verme. La sposa portò una ricca dote di feudi: Nibbiano, Bellano, Varenna, Mandello, la Valsassina, Dervio e Novi, nonché beni in Voghera e Tortona. 
Nel 1488 venne cacciato assieme al padre e al fratello Alessandro da Genova, reo di aver voluto consegnare la città a Ludovico il Moro, e trovarono rifugio a Roma alla corte papale.
L'8 settembre 1494 Fregosino partecipò alla battaglia di Rapallo, per sollevare la popolazione rapallese contro Genova che era dedita alla signoria sforzesca. Sconfitto, venne catturato dai francesi e si consegnò solo a Luigi di Valois-Orléans, che lo liberò a fine novembre. 

Bandito da Genova col padre, trovò rifugio in Francia alla corte di Carlo VIII, che intendeva conquistare Genova. Insoddisfatto degli incarichi assegnatigli, fece ritorno col padre Paolo, che a Roma morì il 22 marzo 1498.
Ricevette nel 1496 la nomina imperiale a conte palatino di Novi, possedimento della moglie, ma entrato in conflitto con Pietro, figlio di Battista Fregoso che rivendicava il feudo, nel 1502 si trasferì a Milano.
Per motivi non noti, venne decapitato a Bologna il 10 gennaio 1512.

## Discendenza
Fregosino e Chiara ebbero due figli:
- Ottaviano, condottiero
- Paolo, dissipatore dei beni di famiglia,[2] sposò Paola Visconti e in seconde nozze Ginevra da Correggio, figlia del conte Giberto VII.